# Andrey Nazário Afonso
Andrey Nazario Afonso (n. 9 noiembrie 1983, Porto Alegre, Rio Grande do Sul, Brazilia) este un portar brazilian care în 2006 a evoluat 37 jocuri din 38 posibile pentru echipa Figueirense. Al doilea jucător în topul prezențelor din Serie A Brazilia, a semnat cu FC Steaua București un contract pentru o perioadă de 3 ani și jumătate.
FC Steaua a achitat clubului Atletico Paranaense, care deține drepturile federative ale jucătorului, indemnizația de transfer după efectuarea vizitei medicale.
Primul meci al lui Andrey la Steaua a fost pe data de 1 martie în meciul de cupă împotriva Oțelului, când Steaua a câștigat la penaltiuri. În acel meci Andrey a fost desemnat omul meciului.

## Legături externe
- Andrey Nazario Afonso la romaniansoccer.ro